# 왜 그러지
1977년 7월 16일부터 같은 해 10월 30일까지 방영된 문화방송 주말연속극이다.
여름 프로그램 보강에 따라 개편하면서 신설되었으며, 우리 주변에 흔히 있을 수 있는 평범하고 단란한 두 가정의 이야기를 엮었다.

## 줄거리
서울의 어느 조용한 주택가, 감학로 일가가 사는 맞은편 집에 이연만 일가가 이사를 온다.
골목길에서 우연히 마주친 두 사람은 30년 만에 만나게 된 죽마고우(竹馬故友)로 두 사람은 그동안 쌓이고 쌓인 묵은 사연을 떠올리며 할말을 잊는다.

## 등장 인물

### 순치네
- 김무생(김학로) : 순치아버지
- 김용림(순치어머니)
- 이장현(순치 큰오빠 준치)
- 안재연(준치 부인 경희)
- 김광배(순치의 작은 오빠)
- 혜은이[3](순치)
- 손창호(순치 남동생 여치)
- 박원숙(순치 남매 고모)
- 이순자(가정부)

### 공명네
- 홍성민(이년만) : 공명아버지
- 정애란(공명어머니) : 이년만 부인
- 김동현(대명) : 공명 친형, 미숙 남편
- 오미연(미숙) : 대명 아내, 공명 형수
- 현석(공명) : 대명 동생. 미숙 시동생
- 유경숙 : 공명 여동생
- 김일란 : 가정부
- 김기일, 나영진, 안재은, 이경진

## 참고 사항
- 1977년 7월 16일과 1977년 7월 17일은 각각 저녁 7시 30분과 저녁 7시 25분부터 방영을 시작하였고, 1977년 7월 22일부터는 토요일은 저녁 7시 35분부터, 일요일은 저녁 7시 15분부터 방영하였다.